# 23404 Bomans
23404 Bomans è un asteroide della fascia principale. Scoperto nel 1972, presenta un'orbita caratterizzata da un semiasse maggiore pari a 2,2830617 au e da un'eccentricità di 0,2467663, inclinata di 21,74890° rispetto all'eclittica.
L'asteroide è dedicato allo scrittore olandese Godfried Jan Arnold Bomans.